# International Railway Journal
International Railway Journal, nota anche come IRJ, è una rivista commerciale internazionale mensile pubblicata da Simmons-Boardman Publishing Corporation (Falmouth, Cornovaglia, Regno Unito). La rivista è stata pubblicata per la prima volta nel 1961 come prima rivista mondiale distribuita a livello mondiale per l'industria ferroviaria. L'attuale direttore è Kevin Smith, che ha preso il posto di David Briginshaw nel febbraio 2020. Oltre a Smith, la rivista ha altri tre membri della sua redazione: Briginshaw, che ora ricopre il ruolo di Consulting Editor; David Burroughs; e Oliver Cuenca. Inoltre, la rivista pubblica il lavoro di numerosi collaboratori provenienti da varie parti del mondo.